# Округ Њутон (Мисури)
Округ Њутон (енгл. Newton County) је округ у америчкој савезној држави Мисури.

## Демографија
По попису из 2010. године број становника је 58.114, што је 5.478 (10,4%) становника више него 2000. године.
| Група             | 2000.          | 2010.          |
| Белци             | 48.642 (92,4%) | 50.967 (87,7%) |
| Афроамериканци    | 312 (0,6%)     | 438 (0,8%)     |
| Азијати           | 169 (0,3%)     | 770 (1,3%)     |
| Хиспаноамериканци | 1.147 (2,2%)   | 2.537 (4,4%)   |
| Укупно            | 52.636         | 58.114         |